# Liste de maîtresses d'empereurs germaniques
 (juin 2012).
Si vous disposez d'ouvrages ou d'articles de référence ou si vous connaissez des sites web de qualité traitant du thème abordé ici, merci de compléter l'article en donnant les références utiles à sa vérifiabilité et en les liant à la section « Notes et références ».
Cet article contient une liste des maîtresses des empereurs germaniques.         

## Frédéric II(1194-1250)
- Adélaïde d'Urslingen (1195-1234), mère d'Enzio de Sardaigne (1215-1272) et de Catarina di Merano (1216/18-1272)
- Mathilde ou Marie d'Antioche (1200-1225), mère de Frédéric, prince d'Antioche et podestat de Florence (1221-1256)
- Manna, nièce de l'archevêque Berardo de Messine, mère de Richard, comte de Chieti (1225-1249)
- Richina de Beilstein-Wolfsölden (1205-1236), mère de Marguerite de Souabe (1230-1298)
- Bianca Lancia (1210-1246), mère de Constance de Hohenstaufen (1230-1307), Manfred Ier de Sicile (1232-1266)  et Violante de Souabe (1233-1264), liaison de 1225 à 1246

## Maximilien Ier(1459-1519)
- Margaretha d'Edelsheim, mère de Georges d'Autriche (1505-1557)
- Anna von Helfenstein, mère de Léopold d'Autriche (1515-1557)

## Charles Quint(1500-1558)
- Germaine de Foix (1488-1536), liaison de 1517 à 1519, veuve de Ferdinand II d'Aragon, mère d'Isabelle (1518-?)
- Johanna van der Gheynst (1500-1541), mère de Marguerite de Parme (1522-1586), liaison en 1521
- Ursulina de La Peña, mère de Thadée (1523-1562)
- Barbara Blomberg (1527-1597), mère de Juan d'Autriche (1547-1578), liaison en 1546

## Rodolphe II(1552-1612)
- Catherina Strada (1579-1629), mère de César d'Autriche (en) (1584/85-1609), liaison de 1584 à 1612
- Euphémie de Rosenthal, mère de Caroline d'Autriche (1591-1662)

## François Ier(1708-1765)
- Marie-Wilhelmine de Neipperg (1738-1775), liaison de 1755 à 1765